# Constitució de Belarús
La Constitució de la República de Belarús, belarús: Канстытуцыя Рэспублікі Беларусь, Kanstytusyja Respubliki Belaruś rus: Конституция Республики Беларусь, Konstitutsiya Respubliki Bielarus, és la llei fonamental de Belarús. Adoptada el 1994, tres anys després que el país declarés la seva independència de la Unió Soviètica, aquest document formal estableix el marc de l'estat belarús i el govern i enumera els drets i les llibertats dels ciutadans. La Constitució va ser elaborada pel Soviet Suprem de Belarús, l'antic cos legislatiu del país, i va ser millorada pels ciutadans i experts legals. Els continguts de la Constitució inclouen el preàmbul, nou seccions, i 146 articles.
L'estructura i el contingut de la Constitució van estar molt influenciats per les constitucions de les potències occidentals i per les experiències de Belarús durant l'era soviètica. Si bé gran part de la Constitució estableix les funcions del govern i poders, una secció completa detalla els drets i llibertats reconeguts als ciutadans i residents. La Constitució ha estat esmenada en dues ocasions des de l'aprovació inicial, el 1996 i el 2004. Els dos referèndums que van ser qüestionats per observadors independents i capdavanters de l'oposició del govern van augmentar el poder de la presidència sobre el govern, que va eliminar els límits als mandats de la presidència.

## Història
Belarús va adoptar la seva primera constitució el 1919 quan el país era una República Soviètica. Belarús va seguir utilitzant aquesta constitució fins que –juntament amb Rússia, Ucraïna i Transcaucasia– va signar un tractat per formar la Unió Soviètica. Ara com a República Socialista Soviètica de Belarús, el país va adoptar la seva primera constitució de l'era soviètica en 1927, com a complement de la recentment adoptada constitució soviètica. Després d'una readopció el 1937, l'RSS de Belarús va adoptar la seva última constitució de l'era soviètica el 1978, principalment per reflectir els canvis fets en la Constitució soviètica de 1977.
Quan Belarús es va independitzar de la Unió Soviètica el 1991, el Soviet Suprem de Belarús va aprovar la Declaració de Sobirania dels Estats de la República Socialista Soviètica de Belarús, donant-se poders a si mateix per esmenar la Constitució de 1978 de l'RSS de Belarús. Poc després, el govern va establir una Comissió de Constitució per facilitar l'adopció d'una constitució post soviética. Al novembre de 1991, la Comissió va enviar el primer dels tres projectes al Soviet Suprem. Després de l'aprovació per part del Soviet Suprem, el primer esborrany es va publicar al desembre de 1991 perquè la població de Belarús fes comentaris i suggeriments. La comissió va presentar el tercer i últim projecte davant el Soviet Suprem, on es va signar el 15 de març de 1994 pel President i Orador del Soviet Suprem i Cap d'Estat Myechyslaw Hryb. La gaseta Zvezda va publicar oficialment la Constitució quinze dies més tard. El Soviet Suprem va aprovar una segona llei juntament amb la Constitució, titulada la Llei de Promulgació, fent la Constitució de l'RSS de Belarús i la Declaració de Sobirania dels Estats de la República Socialista Soviètica de Belarús nul·les, amb algunes excepcions. La llei, aprovada en la tretzena sessió del Soviet Suprem, també va proporcionar les fases de transició per als funcionaris i òrgans governamentals per formar-se en dos anys. Cada any des de 1994, el 15 de març ha estat commemorat a Belarús com el Dia de la Constitució, una festa nacional.
La Constitució introdueix la separació de poders. D'acord amb la legislació belarussa, cada càrrec és independent, però tots han de treballar junts per servir a la gent. La Constitució també fa de Belarús una democràcia presidencial, reduint significativament el paper del primer ministre. De les quinze antigues repúbliques soviètiques, Belarús va ser l'última a crear i aprovar una nova constitució després de la dissolució de l'URSS. El retard va ser degut als debats entre els diputats dels Soviets Suprems, que també estaven intentant evitar a l'oposició i a les forces democràtiques que volien posar fi al Soviet Suprem per sempre. Una lluita de poder per determinar la relació entre el poder executiu i el legislatiu va causar gran part del debat el 1992 i 1993. L'expresident del Soviet Suprem, Stanislaw Chouchkievitch, va criticar els primers esborranys, a causa de la quantitat de poder atorgat al president. L'oposició del Front Popular Belarús va criticar els projectes definitius, a causa de la falta d'equilibri entre les dues parts i per permetre a Viachaslaw Kebich presentar-se a les eleccions presidencials de juny d'aquell any, malgrat servir en el mateix paper amb la República Socialista Soviètica.
En l'elaboració de la Constitució de Belarús, els diputats del Soviet Suprem van ser influenciats per les constitucions de diversos països, incloent Àustria, Bèlgica, Dinamarca, França, Alemanya, Itàlia, Suècia i els Estats Units. A nivell intern, la Constitució va ser influenciada pel període de la dominació soviètica i el desig de portar de tornada les tradicions descartades pel govern soviètic. L'estructura de la Constitució és similar a la de la Federació de Rússia, per exemple, el càrrec del President té facultats anàlogues a les concedides al President de Rússia. En general, la Constitució va procurar conservar l'estructura de l'Estat de Belarús de moviments d'unitat pro-russos, proveir un cap d'estat fort que podria guarir els mals que Belarús suportaria en l'era postsoviètica, i presentar un compromís entre les faccions polítiques a Belarús.

## Preàmbul
En el preàmbul de la Constitució, Belarús assumeix la responsabilitat de la seva destinació com un membre de la comunitat internacional. Per executar aquesta responsabilitat, el govern es compromet a mostrar «l'adhesió a valors comuns per a tota la humanitat, fundant-nos en el nostre dret inalienable a l'autodeterminació», que és «recolzat per la llarga història de segles del desenvolupament de l'estructura de l'Estat belarussa». Belarús també promet complir els drets i les llibertats dels seus ciutadans i mantenir a un govern estable que és dirigit per la gent i basat en l'imperi de la llei.

## Secció I: Sobre els principis del sistema constitucional
La secció I de la Constitució estableix el marc governamental i especifica que el govern és dirigit per la població de Belarús. El govern, que ha estat declarat una democràcia representativa multipartidista, forma la seva pròpia política exterior i vol defensar el dret de fer-ho així quan sigui necessari. La secció I també estableix que l'estat protegeix els drets i les llibertats dels seus ciutadans, però conté la condició que un ciutadà de Belarús «carrega amb una responsabilitat cap a l'estat per descarregar fermament els deures imposats per la Constitució».
El govern en si mateix té un sistema de separació de poders per a cada branca del govern, però totes les branques han de ser independents de la influència de les altres branques. El govern està autoritzat a aprovar lleis d'acord amb les disposicions de la Constitució, les quals s'espera que es compleixin. Si les lleis no són conformes amb la Constitució, llavors poden ser declarades nul·les. Les lleis mateixes estan subjectes al dret internacional i Belarús vol «reconèixer la supremacia dels principis universalment reconeguts del dret internacional i assegurar que les seves lleis compleixen amb tals principis».
El territori de Belarús està dividit en diferents regions, anomenades óblast. Els óblasts estan dividits en districtes que estan subdividits en ciutats. La Constitució també té en compte regions especials per ser creades, que han de ser controlades per la legislació. També promet als ciutadans de Belarús la protecció i l'auspici, sense tenir en compte si estan en fronteres belarusses o en un país estranger. Amb algunes excepcions, aquells que no tenen una nacionalitat o són estrangers tenen, segons la Constitució, garantit el mateix estat i drets que els ciutadans de Belarús. Belarús també té el poder de concedir l'asil a aquells que han estat subjectes a la persecució a causa del seu origen ètnic, ideologia política o afiliació religiosa.
La Constitució també estableix el belarús i el rus com els idiomes oficials del país, promet la neutralitat i la proliferació no nuclear, adopta símbols nacionals, i estableix a Minsk com la capital (Minsk era abans la capital de la República Socialista Soviètica de Belarús).

## Secció II: Sobre allò que és personal, la societat i l'Estat
La secció II descriu els drets que el govern concedeix als ciutadans. Segons el document, proveir i protegir aquests drets bàsics, que inclouen el «dret a un nivell de vida solemne, incloent el menjar apropiat, la roba, l'allotjament i igualment una millora contínua de les condicions de vida necessàries», és la màxima prioritat del govern. Aquests drets són concedits a tots els ciutadans de Belarús i cada belarús ha de ser tractat equitativament segons la legislació belarussa. No obstant això, aquests drets poden ser retirats per motius de seguretat nacional o si Belarús estigués sota un estat d'emergència. A ningú se li permet «gaudir d'avantatges i privilegis que són contraris a la llei». L'estat d'emergència, que pot ser convocat pel President de Belarús segons l'article 84, ha de ser aprovat pel Consell de la República tres dies després del seu anunci, segons l'article 98.
La Constitució estableix que la vida és un dret i que el Govern protegirà la vida dels seus ciutadans contra altres ciutadans que desitgen perjudicar a ells o als seus béns. La Constitució també permet la pena de mort a exercir-se per delictes greus, però només d'acord amb la legislació nacional. Si els ciutadans són arrestats, es concedeix el degut procés de llei i no han d'atestar contra ells o contra els seus familiars. Als ciutadans també se'ls dona el dret a vot, habitatge, compensació per la seva quota de treball i tenen la capacitat per traslladar-se on desitgin dins de Belarús, i tenen dret a protestar contra el Govern.

## Secció III: Sobre el sistema electoral i el referèndum
La secció III està dividida en dos capítols que tracten de l'organització i el funcionament de les eleccions. El primer capítol tracta del sistema electoral belarús i el segon capítol detalla l'organització de referèndums nacionals.
A Belarús, el dret a votar en eleccions i plebiscits és ampliat a aquells que estan per sobre de l'edat de divuit anys. En les eleccions i plebiscits, un ciutadà pot votar o no votar sense exposar-se a cap conseqüència per part del govern. La Constitució descriu dos mètodes d'impedir a un ciutadà votar. En primer lloc, un tribunal pot emetre una ordre declarant que el ciutadà no té la capacitat mental d'entendre i emetre una votació. En segon lloc, una persona detinguda o tancada en una presó durant una elecció no pot emetre una votació. La Constitució no diu gens sobre els drets de votació d'aquells que han complert les seves penes de presó, tampoc declara com aquells ciutadans poden aconseguir els drets de nou.
Els referèndums nacionals, o plebiscits, són eleccions en les quals els ciutadans poden determinar si un text legal específic pot convertir-se en llei oficial o no. Perquè això ocorri, una de les següents condicions s'ha de complir: El desig del president de dur a terme un referèndum, la sol·licitud d'ambdues càmeres de l'Assemblea Nacional de dur a terme un, o la petició dels ciutadans. Si l'Assemblea Nacional sol·licita un plebiscit, una majoria és necessària en ambdues càmeres perquè sigui oficial. Si els ciutadans sol·liciten un plebiscit, ells han d'aconseguir 430 000 signatures de persones amb dret a vot a través del país. A més, més de 30 000 persones de cada regió han de signar la petició, fins i tot la capital Minsk. Una vegada que una o una altra condició s'ha complert, el president ha de publicar un decret que estableix la data del plebiscit nacional. El plebiscit ha d'ocórrer en menys de tres mesos després que el decret va ser signat. Les ciutats locals poden dur a terme els seus propis plebiscits si el deu per cent de la població local ho sol·licita.

## Secció IV: Sobre el president, el parlament, el govern i els tribunals
La secció IV, que està dividida en quatre capítols, explica les funcions del Govern belarús, principalment el President de la República de Belarús, el Consell de Ministres, el Parlament de Belarús i els tribunals. Encara que triat per la població belarussa, el president no ha de ser un membre d'un partit polític quan ell o ella pren possessió del càrrec. La Constitució també fa una llista de funcions oficials per a diversos llocs, com el president que és el comandant en cap de les Forces Armades de Belarús. La secció també descriu procediments de situacions on el president no pot continuar amb les seves funcions o si el president mor en el poder.
El capítol quatre fa una llista dels poders i funcions del Parlament de Belarús, que és anomenat l'Assemblea Nacional. L'Assemblea Nacional en si mateixa està dividida en dues càmeres: la Cambra de Representants i el Consell de la República. Mentre que cada càmera té les seves pròpies regles que regeixen com els membres són triats, els membres decideixen sobre els diferents projectes de llei que podrien convertir-se en llei de Belarús i sobre aprovar els nomenaments dels caps de gabinet que el president tria.
El Consell de Ministres de la República de Belarús, encapçalat pel primer ministre, és el cos de funcionaris que són responsables de diversos ministeris del govern belarús. El president nomena a tots els membres del consell, però l'Assemblea Nacional ha d'aprovar a cada membre. Els membres del Consell es mantenen fins que el seu mandat com a ministre acaba o el president és reemplaçat.
El Tribunal Constitucional de la República de Belarús és el més alt tribunal de Belarús. Si ben els tribunals s'ocupen de qüestions civils o penals, el Tribunal Constitucional s'ocupa dels assumptes relacionats amb la Constitució i la legalitat d'algunes lleis aprovades pel govern. El tribunal té la facultat de declarar qualsevol llei inconstitucional. Des d'abril fins a maig de 2007, el Tribunal Constitucional va revisar 101 lleis i decrets, es va decidir que eren constitucionals. El tribunal que tracta els assumptes de dret penal és el Tribunal Suprem de Belarús.

## Secció V: Sobre el govern local i l'autogovern
La secció V permet la formació dels governs locals. Els governs locals són elegits per la població local i tenen el poder d'administrar assumptes locals, tals com els pressupostos, els serveis socials, i el desenvolupament econòmic. També tenen la facultat de recaptar impostos. El president pot nomenar i destituir als caps dels governs locals en l'aprovació del consell local de diputats.

## Secció VI: Sobre la Fiscalia i el Comitè de Supervisió de l'Estat
La secció VI enumera el càrrec i les funcions del Fiscal General i el Comitè de Supervisió de l'Estat. El fiscal general i els seus fiscals ajudants designats són encarregats del compliment de les lleis nacionals, regionals i locals de tots els sectors del govern i de la societat pública. El fiscal general és designat pel president amb el permís del Consell de la República.
El Comitè de Supervisió de l'Estat s'encarrega de supervisar el pressupost nacional, aplicar la política econòmica del president, i regular l'ús de béns de l'Estat. Igual que amb el Fiscal General, el Comitè de Supervisió de l'Estat és nomenat pel president.

## Secció VII: Sobre el sistema financer i de crèdit de la República de Belarús
La secció VII especifica les responsabilitats fiscals de Belarús. Un pressupost nacional ha de ser creat, juntament amb els pressupostos de les regions i ciutats locals. Els diners que serà utilitzat al pressupost nacional s'adquireix dels impostos nacionals i multes, i dels pagaments realitzats a Belarús per governs estrangers. Al final d'un any fiscal, l'Assemblea Nacional ha de revisar el pressupost per al proper any fiscal en un termini de cinc mesos. Després de la revisió i aprovació del pressupost nacional, es publica per a consulta pública. Els pressupostos locals segueixen els mateixos procediments. El Banc Nacional de la República de Belarús és el banc estatal de Belarús i és l'oficina encarregada d'emetre la moneda nacional, el ruble belarús.

## Secció VIII: Sobre l'aplicació de la Constitució
La secció VIII descriu procediments per fer complir i esmenar la Constitució. La Constitució és la llei suprema del país, per tant, altres lleis i decrets no poden entrar en conflicte amb ella. Si es produeix un conflicte, la Constitució s'aplica. Si la Constitució no està en conflicte, però és una llei i un decret, la llei seria aplicada.
Per esmenar la Constitució, una de dues coses han de succeir abans que l'Assemblea Nacional pugui considerar la mesura: El president ha de suggerir el canvi, o 150.000 votants han d'enviar una petició a l'Assemblea Nacional. Ambdues càmeres de l'Assemblea Nacional han de discutir les esmenes proposades per un mínim de tres mesos. Dues condicions poden impedir que un debat tingui lloc: o un estat d'emergència, o hi ha menys de sis mesos en l'actual legislatura de la Cambra de Representants. Perquè una esmena entri en vigor, ha de ser aprovada per les dues terceres parts d'ambdues càmeres de l'Assemblea Nacional o per majoria simple de la població electoral de Belarús en un referèndum nacional. L'única restricció és que les seccions I, II, IV i VIII només es poden esmenar per referèndum nacional. Les regles per a la realització d'un referèndum nacional s'enumeren en els capítols 22 al 25 del Codi Electoral de la República de Belarús. Des de l'adopció original de la Constitució el 1994, s'ha modificat en dues ocasions; una vegada el 1994 i una vegada l'any 2004.

## Secció IX: Sobre les clàusules final i transitòria
La novena i última secció de la Constitució va ser afegida després d'aprovació de l'esmena de 1996 de la Constitució. Si les lleis que van ser aprovades abans de l'adopció de la Constitució no estan en conflicte amb ella, se segueixen aplicant. Tots els canvis de la Constitució entren en vigor quan són formalment publicats pel president, tret que sigui especificat d'una altra manera. Amb l'aprovació de l'esmena de la Constitució de 1996, la llei de 1994 «relativa al procediment de l'entrada en vigor de la Constitució de la República de Belarús» va deixar d'aplicar-se. Com a mesura transitòria, la secció IX estableix que la present (a partir de novembre de 1996) prefectura de Belarús pot continuar servint fins que el seu període de servei ha estat completat. Quan la Constitució s'aplica, es permet al govern nacional exercir les seves funcions assignades. Tret que s'indiqui el contrari de l'establert en l'article 143, part 3, la prefectura nacional ha de formar els organismes governamentals estatals dos mesos després que la Constitució entri en vigor.

## Esmenes
Després que Aleksandr Lukaixenko assumís la presidència el 1994, va manifestar la seva intenció d'esmenar la recentment aprovada Constitució. Les esmenes, segons Lukashenko, ampliarien el poder del seu càrrec, marcant un punt d'inflexió en la política de l'era post soviètica de Belarús. Un referèndum nacional al maig de 1995 va ser el primer pas en el procés d'esmena. En una de les quatre preguntes, s'interrogava si el president podria dissoldre el parlament si els membres violaven la legislació nacional. La votació, en contra de la qual diversos diputats dels Soviets Suprems van protestar, va resultar en el 77% a favor de la disposició relativa al rebuig de la legislatura pel president. Altres preguntes en la votació, com la bandera nacional i l'escut nacional, no afecten a la Constitució sencera, però el seu estat s'ha decidit per la Constitució. Dos anys més tard, Lukashenko va programar el primer referèndum que canviaria potencialment la Constitució. L'últim referèndum sobre la Constitució es va produir en 2004, també programat per Lukashenko.

### 1996
El 1996 van arribar més convocatòries de reforma constitucional. El president Lukashenko va establir unilateralment el referèndum després de la negació del Soviet Suprem a aprovar les mesures o establir un dia per a la votació. Un primerenc intent del Soviet Suprem d'establir el seu propi referèndum al setembre de 1996 va ser declarat «contradictori a la Constitució» pel Tribunal Constitucional. El referèndum va esmenar la Constitució majorment per enfortir el poder de la presidència. Entre els canvis fets van estar els següents, a saber:
1. El Soviet Suprem, el parlament unicameral de Belarús, va ser abolit. El Soviet Suprem va ser reemplaçat per l'Assemblea Nacional, un parlament bicameral;[16]
2. La legislatura del president Aleksandr Lukaixenko es va ampliar de 1999 fins a 2001.[16]

En el referèndum, el 84% dels aproximadament 7,5 milions de votants van aprovar les esmenes. El 28 de novembre d'aquest any, el president Lukashenko va signar els canvis en la legislació. Altres resultats no relacionats directament amb la votació van incloure l'expansió del paper del Consell de Ministres, la qual cosa li va permetre tractar els assumptes relacionats amb el desenvolupament dels àmbits econòmic, social i polític a Belarús. No obstant això, el referèndum de 1996 no va ser la primera convocatòria amb la finalitat de dissoldre el Soviet Suprem. En 1991 i 1992, després del cop d'agost a Moscou per alts funcionaris del PCUS, les forces democràtiques al govern volien dissoldre el Soviet Suprem permanentment. Els membres del Front Popular Belarús van pressionar per celebrar un referèndum, i malgrat aconseguir el nombre de signatures requerides per la llei al moment, el Soviet Suprem va anul·lar la mesura.
Els resultats del referèndum de 1996 van portar a l'exclusió dels partits de l'oposició del nou parlament. A causa de problemes associats a la transparència, la Unió Europea, els Estats Units i diverses altres nacions no van reconèixer els resultats de la votació.

### 2004
Juntament amb l'elecció dels membres de l'Assemblea Nacional, els votants belarussos van presentar un referèndum respecte als límits del mandat presidencial. Abans de la votació, al president Aleksandr Lukaixenko només li estava permès servir dues legislatures abans que la Constitució l'obligués a dimitir. La participació en el referèndum va ser de gairebé un 90%, amb un 77,3% dels votants d'acord amb l'eliminació dels límits del mandat. Els canvis es van dur a terme el 17 d'octubre de 2004. Com en el referèndum de 1996, la validesa de la votació va ser posada en dubte. D'acord amb l'Organització per a la Seguretat i la Cooperació a Europa (OSCE), molts llocs de votació no comptaven amb observadors independents. La OSCE va creure que els estàndards de la votació no van complir amb els requisits d'«eleccions lliures i netes». Dades d'altres organitzacions no governamentals (ONG) apuntaven que el 50% dels votants no van participar en el referèndum, per la qual cosa sostenen que els resultats mostrats pel govern són deficients. Dos anys més tard, Aleksandr Lukaixenko es va presentar com a candidat en les eleccions de 2006 i va aconseguir un 83% dels vots en la primera votació. Sense límits de mandat, Lukashenko declara que, depenent de la seva salut, no es retirarà de la política i podria presentar-se com a candidat a la reelecció en 2011.

## Crítiques als canvis constitucionals
Tots dos referèndums van ser severament criticats per l'oposició política a Belarús a més d'observadors internacionals com l'OSCE. Els observadors van declarar que tots dos referèndums no van ser transparents i que els resultats reals no van ser publicats. Als observadors no els estava permès veure el procés de contar els vots. En concret, l'oposició democràtica del president Lukashenko va decidir boicotejar el referèndum de 1996 de la Constitució. En la mateixa votació, els observadors internacionals van trobar problemes amb el procés de votació i amb cartells i anuncis progovern en llocs de votació. Els partits de l'oposició van afirmar que la votació per dissoldre el Soviet Suprem en 1996 va eliminar l'últim parlament de Belarús electe democràticament i va instal·lar el parlament triat a dit per Aleksandr Lukaixenko. Malgrat les afirmacions de manipulació de les eleccions i de la Constitució en si mateixa, hi ha unes poques parts de l'actual Constitució aprovades pels principals líders de l'oposició democràtica belarussa. En una entrevista en 2005 per a Radio Liberty, el candidat a la presidència Aliaksàndar Milinkèvitx va declarar que la postura de Belarús com a país neutral, establert en l'article 18, hauria de ser preservada pel que fa a l'adhesió a l'OTAN i a la Unió Europea. La interpretació legal de la Constitució és també posada en dubte. En una publicació de 1998, la New York University School of Law va assenyalar que els estudiants de Dret belarussos van inventar una nova forma per tractar amb la jurisprudència. Les lleis eren constitucionals si complien amb la voluntat del president Lukashenko i amb la població; en canvi, eren inconstitucionals si ni al president ni a la població els agradava. Les lleis que estaven en l'última categoria eren considerades «ignorades» pels estudiants de Dret. Al juny de 1999, un relator especial de la Independence of Judges and Lawyers de l'Organització de les Nacions Unides va visitar Belarús i va assenyalar la inconsistència entre les lleis nacionals, els decrets i la Constitució. El relator de l'ONU, Param Cumaraswamy, va assenyalar particularment que els decrets temporals aprovats per les autoritats nacionals estaven encara en vigor, tot i que havien vençut o contradeien la Constitució.